# Дејвијева лампа
Дејвијева лампа (енгл. Davy lamp), сигурносна рударска свјетиљка која служи за расвјету у рудницима, као и за детекцију експлозивних гасова и нивоа њихове присутности. Пламен свјетиљке је ограђен жичаном мрежом која не допушта да пламен изађе у слободни простор, па спољни гас остаје на температури нижој од тачке паљења и не може да експлодира. Лампа је добила име по проналазачу сер Хемфрију Дејвију.

## Историјат
Рудничка окна су прво била освјетљавана свјетиљкама са отвореним пламном. Када су свјетиљке долазиле у контакт са експлозивним гасовима као што је метан долазило је до разорних експлозија. Покушавао се избјећи отворени пламен. У стаклену посуду стављана је угинула риба, чије крљушти су давале крајње слабу флуоресцентну свјетлост која је, у апсолутној рудничкој тами, тек наговјештавала слабу видљивост. Било је покушаја да се и природна свјетлост помоћу система огледала доведе у тамна рудничка окна.
Проблем отвореног пламена и освјетљења у рудницима ријешио је 1815. године сер Хемфри Дејви. Конструисао је петролејску лампу око чијег пламена је поставио „фину“ металну мрежицу која спријечава да се пламен прошири ван лампе и дође у контакт са спољним гасовима. Лампа је званично представљена 3. новембра 1815. године у Њукаслу. Ускоро је њен аутор добио и престижну Румфордову медаљу. Захваљујући овој лампи спријечене су многе несреће и спасен велики број живота и материјалних добара.

## Грађа и функција
Дејвијева лампа направљена је од метала, најчешће месинга али и гвожђа. Састоји се од резервоара у коме је смјештен бензин или неко друго гориво, фитиља, доњим крајем утопљеног у говирво, а горњим слободним у пламенику ограђеном металном мрежом. Фитиљ натопљен горивом из резервоара гори и освјетљава тамни простор рудника. Фина метална мрежица спријечава излазак пламена ван мрежице и запаљење евентуалних подземних гасова. Огледи су показали да је мрежица сигурна препрека пробијању пламена свјетиљке у околни простор ако има 144 рупице по 1 центиметру квадратном. Ма како ова лампа била епохална у смислу заштите од експлозија рудничких гасова, често је и сама била узрок несрећама. Свако и најмање физичко оштећење металне мрежице и проширење перфорација на њој, пропуштало је отворени пламен у спољну средину и он би палио евентуалне експлозивне гасове. Тако је потреба за још сигурнијим заштитним системима лампи довела до електричних и других свјетиљки. Сигурност у рудницима и заштита рудара је знатно повећана, али у потпуности није искључила могућност нових експлозија и рудничких трагедија.

## Детекције гаса
Друга значајна функција ових лампи јесте детекција присуства и одређивање нивоа запаљивих гасова, углавном метана и угљен-диоксида, у рудничким јамама. Када пламен ове лампе свијетли плавичастом бојом знак је да су запаљиви експлозивни гасови у близини. Ове лампе детектују угљен-диоксид. Како је овај гас гушћи од ваздуха скупља се у депресијама рудника па се лампа поставља ближе тлу. Лампе детектују и метан, који је лакши од ваздуха и скупља се у горњим дијеловима рудничких просторија, па се свјетиљка тада носи ближе таваници просторије. Лампе су опремљене и металним манометром којим се мјери висина пламена у лампи која је директно пропорционална количини присутних запаљивих гасова. Пламен лампе се гаси када проценат кисеоника опадне испод 17% и тако сигнализира да је опстанак рудара у јами и на тај начин угрожен.

## Модерне свјетиљке
У данашњем времену сигурносне свјетиљке су углавном електричне и постављају се на чеони дио рударског шљема. Ове свјетиљке се пале електричном варницом, а струју за рад добијају из малог акумулатора кога рудар носи о појасу. Велика је предност ових лампи над Дејвијевим и зато што свјетлост лампе прати покрет главе и погледа. Тако је континуирано усмјерена у правцу рударевог кретања и дјеловања а њена ефикасност повећана готово до максимума. Предност је и што ослобођене руке (рудар не носи лампу у рукама) омогућују лакши рад и безбједнији боравак у руднику. Електричне свјетиљке имају и један недостатак, а то је да не могу да детектују и мјере присутност метана и штетних плинова. Отуда, надзорно особље носи са собом у рударску јаму и Дејвијеву свјетиљку.